# Stanisław Józef Kozicki
Stanisław Józef Kozicki, poljski general, * 1893, † 1948.